# Emiliano González Navero
Emiliano González Navero (ur. 16 czerwca 1861 w Caraguatay, zm. 18 października 1934 w Asunción) – paragwajski polityk i prawnik, prezydent Paragwaju od 4 lipca 1908 do 25 listopada 1910; po raz drugi od 22 marca do 15 sierpnia 1912; po raz trzeci od 25 października 1931 do 27 stycznia 1932.
Navero pełnił także dwukrotnie funkcje wiceprezydenta: po raz pierwszy 25 listopada 1906 do 4 lipca 1908 oraz od 15 sierpnia 1928 do 15 sierpnia 1932.